# Vakoun Issouf Bayo
Vakoun Issouf Bayo (Daloa, 10 gennaio 1997) è un calciatore ivoriano, attaccante dell'Udinese.

## Caratteristiche tecniche
centravanti dotato di una buona struttura fisica, letale in area di rigore dove sfrutta le sue importanti doti atletiche dimostrandosi pericoloso soprattutto nel gioco aereo, nonostante sia comunque piuttosto rapido agisce prevalentemente in area di rigore presentando doti prettamente da finalizzatore. In Inghilterra si è guadagnato il rispetto dei tifosi grazie alla grinta e allo spirito da lottatore con i quali scende in campo.

## Carriera

### Club
Il 2 luglio 2022 viene acquistato dal Watford.
Il 29 agosto 2024 viene acquistato dall'Udinese che, contestualmente, lo lascia in prestito al Watford per un'altra stagione. Viene inserito definitivamente nella rosa dei friulani dall'estate 2025, facendo il suo esordio il 18 agosto nella sfida di Coppa Italia vinta per 2-0 contro la Carrarese, entrando al 20' della ripresa al posto di Keinan Davis. 

### Nazionale
Il 12 ottobre 2018 ha esordito con la Nazionale maggiore ivoriana disputando il match di qualificazione alla Coppa d'Africa 2019 vinto 4-0 contro la Nazionale di calcio della Repubblica Centrafricana.
Nel novembre 2024, dopo 6 anni di assenza torna a essere convocato dalla Costa d'Avorio. Il 19 del mese stesso, in occasione della sfida vinta 4-0 contro il Ciad, parte per la prima volta da titolare con la massima selezione ivoriana, realizzando pure il suo primo gol con quest'ultima.

## Statistiche

### Presenze e reti nei club
Statistiche aggiornate al 2 ottobre 2024.
| Stagione               | Squadra                | Campionato             | Campionato | Campionato | Coppe nazionali | Coppe nazionali | Coppe nazionali | Coppe continentali | Coppe continentali | Coppe continentali | Altre coppe | Altre coppe | Altre coppe | Totale | Totale | Totale |
| Stagione               | Squadra                | Comp                   | Pres       | Reti       | Comp            | Pres            | Reti            | Comp               | Pres               | Reti               | Comp        | Pres        | Reti        | Pres   | Reti   |        |
| ---------------------- | ---------------------- | ---------------------- | ---------- | ---------- | --------------- | --------------- | --------------- | ------------------ | ------------------ | ------------------ | ----------- | ----------- | ----------- | ------ | ------ | ------ |
| 2015-2016              | Étoile du Sahel        | L1                     | 2          | 0          | CT              | 0               | 0               | CCL                | 0                  | 0                  | SC          | 0           | 0           | 2      | 0      |        |
| 2016-2017              | Étoile du Sahel        | L1                     | 9          | 0          | CT              | 0               | 0               | CCL                | 0                  | 0                  | -           | -           | -           | 9      | 0      |        |
| Totale Étoile du Sahel | Totale Étoile du Sahel | Totale Étoile du Sahel | 11         | 0          |                 | 0               | 0               |                    | 0                  | 0                  |             | 0           | 0           | 11     | 0      |        |
| mar.-giu. 2018         | DAC Dunajská Streda    | SL                     | 9          | 4          | CS              | -               | -               | -                  | -                  | -                  | -           | -           | -           | 9      | 4      |        |
| 2018-gen. 2019         | DAC Dunajská Streda    | SL                     | 16         | 10         | CS              | 3               | 5               | UEL                | 4                  | 3                  | -           | -           | -           | 23     | 18     |        |
| Totale Dunajská Streda | Totale Dunajská Streda | Totale Dunajská Streda | 25         | 14         |                 | 3               | 5               |                    | 4                  | 3                  |             | -           | -           | 32     | 22     |        |
| gen.-giu. 2019         | Celtic                 | SP                     | 1          | 0          | SC+CdL          | -               | -               | UCL+UEL            | -                  | -                  | -           | -           | -           | 1      | 0      |        |
| 2019-2020              | Celtic                 | SP                     | 8          | 0          | SC+CdL          | 2+1             | 1+1             | UCL+UEL            | 1+4                | 0+0                | -           | -           | -           | 16     | 2      |        |
| Totale Celtic          | Totale Celtic          | Totale Celtic          | 9          | 0          |                 | 3               | 2               |                    | 5                  | 0                  |             | -           | -           | 17     | 2      |        |
| 2020-2021              | Tolosa                 | L2                     | 30+3       | 10+1       | CF              | 3               | 2               | -                  | -                  | -                  | -           | -           | -           | 36     | 13     |        |
| 2021-gen. 2022         | Gent                   | D1                     | 3          | 0          | CB              | 1               | 0               | UECL               | 3                  | 0                  | -           | -           | -           | 7      | 0      |        |
| gen.-giu. 2022         | Charleroi              | D1                     | 12+4       | 7+4        | CB              | -               | -               | -                  | -                  | -                  | -           | -           | -           | 16     | 11     |        |
| 2022-gen. 2023         | Watford                | FLC                    | 24         | 4          | FACup+CdL       | 0+1             | 0+0             | -                  | -                  | -                  | -           | -           | -           | 25     | 4      |        |
| gen.-giu. 2023         | Charleroi              | D1                     | 10         | 3          | CB              | -               | -               | -                  | -                  | -                  | -           | -           | -           | 10     | 3      |        |
| Totale Charleroi       | Totale Charleroi       | Totale Charleroi       | 26         | 14         |                 | -               | -               |                    | -                  | -                  |             | -           | -           | 26     | 14     |        |
| 2023-2024              | Watford                | FLC                    | 39         | 6          | FACup+CdL       | 2+1             | 0+1             | -                  | -                  | -                  | -           | -           | -           | 42     | 7      |        |
| 2024-2025              | Watford                | FLC                    | 8          | 1          | FACup+CdL       | 1+0             | 0+0             | -                  | -                  | -                  | -           | -           | -           | 9      | 1      |        |
| Totale Watford         | Totale Watford         | Totale Watford         | 71         | 11         |                 | 5               | 1               |                    | -                  | -                  |             | -           | -           | 76     | 12     |        |
| Totale carriera        | Totale carriera        | Totale carriera        | 178        | 50         |                 | 15              | 10              |                    | 12                 | 3                  |             | -           | -           | 205    | 63     |        |

### Cronologia presenze e reti in nazionale
| Cronologia completa delle presenze e delle reti in nazionale ― Costa d'Avorio | Cronologia completa delle presenze e delle reti in nazionale ― Costa d'Avorio | Cronologia completa delle presenze e delle reti in nazionale ― Costa d'Avorio | Cronologia completa delle presenze e delle reti in nazionale ― Costa d'Avorio | Cronologia completa delle presenze e delle reti in nazionale ― Costa d'Avorio | Cronologia completa delle presenze e delle reti in nazionale ― Costa d'Avorio | Cronologia completa delle presenze e delle reti in nazionale ― Costa d'Avorio | Cronologia completa delle presenze e delle reti in nazionale ― Costa d'Avorio |
| Data                                                                          | Città                                                                         | In casa                                                                       | Risultato                                                                     | Ospiti                                                                        | Competizione                                                                  | Reti                                                                          | Note                                                                          |
| ----------------------------------------------------------------------------- | ----------------------------------------------------------------------------- | ----------------------------------------------------------------------------- | ----------------------------------------------------------------------------- | ----------------------------------------------------------------------------- | ----------------------------------------------------------------------------- | ----------------------------------------------------------------------------- | ----------------------------------------------------------------------------- |
| 12-10-2018                                                                    | Bouaké                                                                        | Costa d'Avorio                                                                | 4 – 0                                                                         | Rep. Centrafricana                                                            | Qual. Coppa d'Africa 2019                                                     | -                                                                             | 82’                                                                           |
| 16-10-2018                                                                    | Bangui                                                                        | Rep. Centrafricana                                                            | 0 – 0                                                                         | Costa d'Avorio                                                                | Qual. Coppa d'Africa 2019                                                     | -                                                                             | 83’                                                                           |
| 15-11-2024                                                                    | Ndola                                                                         | Zambia                                                                        | 1 – 0                                                                         | Costa d'Avorio                                                                | Qual. Coppa d'Africa 2025                                                     | -                                                                             | 67’                                                                           |
| 19-11-2024                                                                    | Abidjan                                                                       | Costa d'Avorio                                                                | 4 – 0                                                                         | Ciad                                                                          | Qual. Coppa d'Africa 2025                                                     | 1                                                                             | 80’                                                                           |
| 21-3-2025                                                                     | Meknes                                                                        | Burundi                                                                       | 0 – 1                                                                         | Costa d'Avorio                                                                | Qual. Mondiali 2026                                                           | -                                                                             | 78’                                                                           |
| Totale                                                                        |                                                                               | Presenze                                                                      | 5                                                                             |                                                                               | Reti                                                                          | 1                                                                             |                                                                               |

## Palmarès

### Club

#### Competizioni nazionali
- Campionato tunisino: 1

Étoile du Sahel: 2015-2016
- Campionato scozzese: 2

Celtic: 2018-2019, 2019-2020
- Coppa di Scozia: 1

Celtic: 2018-2019
- Coppa di Lega scozzese: 1

Celtic: 2019-2020

#### Competizioni internazionali
- Coppa della Confederazione CAF: 1

Étoile du Sahel: 2015